# Daniil Dmitrijewitsch Schamkin
Daniil Dmitrijewitsch Schamkin (russisch Даниил Дмитриевич Шамкин; * 22. Juni 2002 in Sankt Petersburg) ist ein russischer Fußballspieler.

## Karriere

### Verein
Schamkin begann seine Karriere 2007 in der Jugend von Zenit St. Petersburg. Im März 2019 debütierte er für die zweite Mannschaft von Zenit in der Perwenstwo FNL, als er am 25. Spieltag der Saison 2018/19 gegen Schinnik Jaroslawl in der Startelf stand. Bis Saisonende kam er zu vier Einsätzen in der zweithöchsten Spielklasse und erzielte ein Tor, mit Zenit-2 stieg er allerdings aus der zweiten Liga ab.
Im Februar 2020 stand er gegen Lokomotive Moskau erstmals im Kader der ersten Mannschaft. Im März 2020 debütierte er gegen Ural Jekaterinburg für Zenit in der Premjer-Liga. In der Saison 2019/20 kam er insgesamt vier Mal zum Einsatz in der höchsten russischen Spielklasse und gewann am Ende die Meisterschaft.
Zur Saison 2020/21 rückte Schamkin fest in den Kader der ersten Mannschaft. Dort gab er auch sein Debüt in der UEFA Champions League und kam gegen Lazio Rom und den FC Brügge zu Kurzeinsätzen. Im Juli 2021 wurde er an den Zweitligisten Baltika Kaliningrad verliehen.

### Nationalmannschaft
Schamkin spielte im August 2018 erstmals für die russische U-17-Auswahl und qualifizierte sich mit dieser für die Europameisterschaft 2019. Dort kam er während des Turniers zu zwei Einsätzen, Russland schied trotzdem ohne Punkte in der Gruppenphase aus. Im September 2019 absolvierte er dann zwei Testspiele für die U-18-Mannschaft.

## Erfolge
- Russischer Meister: 2020, 2021